# Ena Kadić

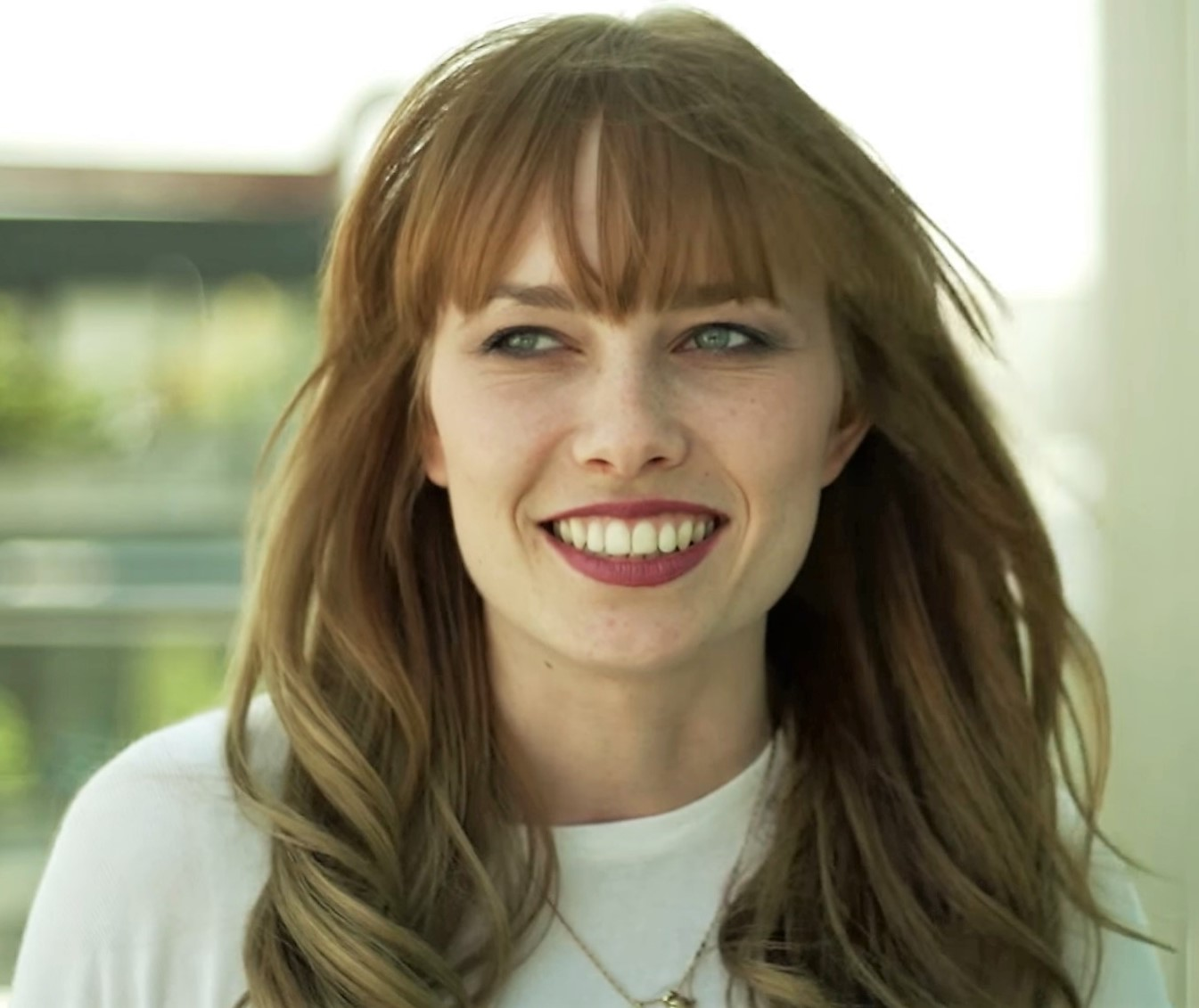
Ena Kadić, 2014

Ena Kadić, auch Kadic oder Ene Kadić, (* 6. Oktober 1989 in Bihać, Bosnien und Herzegowina, SFR Jugoslawien; † 19. Oktober 2015 in Innsbruck) war Miss Austria 2013.

## Leben
Kadić absolvierte die Ferrarischule für Mode und Bekleidungstechnik in Innsbruck und belegte 2013 bei der Wahl zur Miss Tirol den zweiten Platz. Am 23. Juni 2013 war sie eine der 18 Endrunde-Kandidatinnen zur Miss Austria und wurde  gewählt. Sie war damit Nachfolgerin von Amina Dagi. Kadić war 177 cm groß, 59 kg schwer und hatte die Maße 83-63-93. Sie vertrat Österreich bei der Wahl zur Miss World am 28. September 2013 in Indonesien.
Nach ihrer Zeit als Miss Austria (im Juni 2014 erfolgte eine Neuwahl) zog sie sich aus der Öffentlichkeit zurück und arbeitete in Innsbruck als Verkäuferin in einem Modegeschäft. „Die Medien, die Events, die Partys – dieses Leben machte mich so nicht glücklich“, wurde sie Anfang 2015 im Seitenblicke Magazin zitiert.
Am 16. Oktober 2015 wurde Ena Kadić am Bergisel nahe der Aussichtsplattform Drachenfelsen lebensgefährlich verletzt aufgefunden, nachdem sie beim Joggen rund 30 Meter abgestürzt war. Am 19. Oktober 2015 erlag sie ihren schweren inneren Verletzungen. Mittlerweile (Stand Oktober 2016) sehen die ermittelnden Behörden einen Suizid als gegeben an.